# Razafimandimbisonia
Razafimandimbisonia es un género de plantas de la familia Rubiaceae. Es originario de Madagascar.

## Taxonomía
El género Alberta  ha demostrado ser parafilético en un análisis filogenético de la tribu Alberteae. La especie tipo Alberta magna se distingue de las especies malgaches de Alberta. Un nuevo género, Razafimandimbisonia, se propuso para dar cabida a estas especies de Madagascar.

## Especies
- Razafimandimbisonia humblotii (Drake) Kainul. & B.Bremer
- Razafimandimbisonia minor (Baill.) Kainul. & B.Bremer
- Razafimandimbisonia orientalis (Homolle ex Cavaco) Kainul. & B.Bremer
- Razafimandimbisonia regalis (Puff & Robbr.) Kainul. & B.Bremer
- Razafimandimbisonia sambiranensis (Homolle ex Cavaco) Kainul. & B.Bremer